# 約瑟夫 (愛達荷州)
約瑟夫（英語：Joseph）是位於美國愛達荷州愛達荷縣的一個鬼鎮。由於此地已於1944年被荒廢，本地已無人居住。

## 地理
約瑟夫的座標為45°47′51″N 116°28′41″W / 45.79750°N 116.47806°W，而該地的平均海拔高度為1363米（即4472英尺）。